# Las Vegas Aces 2022
La stagione 2022 delle Las Vegas Aces fu la 26ª nella WNBA per la franchigia.
Le Las Vegas Aces vinsero la Western Conference con un record di 26-10. Nei play-off vinsero il primo turno con le Phoenix Mercury (2-0), la semifinale con le Seattle Storm (3-1), vincendo poi il titolo WNBA battendo in finale le Connecticut Sun (3-1).

## Roster
| N° | Naz.                   | Ruolo | Sportivo          | Anno | Alt. | Peso |
| -- | ---------------------- | ----- | ----------------- | ---- | ---- | ---- |
| 0  | Stati Uniti (bandiera) | G     | Jackie Young      | 1997 | 183  | 75   |
| 1  | Stati Uniti (bandiera) | A     | Kierstan Bell     | 2000 | 185  | 80   |
| 2  | Stati Uniti (bandiera) | G     | Riquna Williams   | 1990 | 168  | 75   |
| 4  | Stati Uniti (bandiera) | G     | Aisha Sheppard    | 1993 | 175  | 66   |
| 5  | Stati Uniti (bandiera) | A     | Dearica Hamby     | 1993 | 191  | 83   |
| 10 | Stati Uniti (bandiera) | G     | Kelsey Plum       | 1994 | 173  | 66   |
| 12 | Stati Uniti (bandiera) | G     | Chelsea Gray      | 1992 | 180  | 77   |
| 21 | Francia (bandiera)     | C     | Iliana Rupert     | 2001 | 193  | 86   |
| 22 | Stati Uniti (bandiera) | C     | A'ja Wilson       | 1996 | 196  | 88   |
| 41 | Stati Uniti (bandiera) | C     | Kiah Stokes       | 1993 | 191  | 87   |
| 51 | Stati Uniti (bandiera) | G     | Sydney Colson     | 1989 | 173  | 64   |
| 55 | Stati Uniti (bandiera) | A     | Theresa Plaisance | 1992 | 196  | 91   |

## Staff tecnico
- Allenatore: Becky Hammon
- Vice-allenatori: Natalie Nakase, Tyler Marsh, Charlene Thomas-Swinson
- Preparatore atletico: Michelle Anumba